# Сакральность
Сакра́льность (от англ. sacral и лат. sacrum — священное, посвящённое Богу) — свойство вещей, понятий и явлений, обозначающее их отношение к божественному, религиозному, небесному, потустороннему, иррациональному, мистическому и отличающее от обыденных аналогов.

## Святое,священное, сакральное, сакраментальное — сравнение понятий
Святость — атрибут Божества и Божественного.
Святое — обладающее Божественными качествами или уникальными благодатными свойствами, близкое или посвященное Богу, отмеченное Божественным присутствием.
Священное — обычно означает конкретные предметы и действия, посвящённые Богу или богам, и используемые в религиозных ритуалах, священнодействиях. Значения понятий священное и святое частично перекрываются, однако священное выражает в большей степени религиозное предназначение субъекта, чем его внутренние свойства, подчеркивает его отделенность от мирского, необходимость особого к нему отношения.
В отличие от предыдущих понятий, сакральное появилось не в религиозном, а в научном лексиконе и используется при описании всех религий, включая язычество, первоначальные верования и мифологию. Существует несколько позиций, с которыми связано понятие сакрального. Среди них — нуминозность, хтоническое, индифферентное отношение к системе знакового обмена, несоответствие идее количественного, неартикулированный и сокрытый характер, представление о сакральном как о Другом. Сакральное — все, что создает, восстанавливает или подчеркивает связь человека с потусторонним.